# Соціалістична робітнича партія (США)
Соціалісти́чна робітнича па́ртія, СРП (англ. Socialist Workers Party, SWP) — комуністична політична партія в США. Заснована 1938 року. Упродовж 1930—1960-их років була найбільшою партією в країні, що поширювала ідеї Троцького. З 1938 до 1990 року була секцією Четвертого інтернаціоналу, у 1953–1963 роках брала участь у Міжнародному комітеті Четвертого інтернаціоналу (з 1940 року, щоб не потрапити під дію «Акту Вурхіса», формально не була секцією Четвертого інтернаціоналу). Видає газету «The Militant».
Раніше СРП підтримувала тактику «повороту до промисловості», і більшість її членів становили робітники та профспілкові активісти. Нині для організації пріоритетною є підтримка видавництва «Pathfinder Press», в якій публікуються праці лідерів СРП (Кеннона, Доббса й інших), а також революційних теоретиків від Леніна і Троцького до Малколма Ікса й Че Гевари.

## Політичні позиції

### Російсько-українська війна
Партія рішуче засуджує російське військове вторгнення в Україну та закликає захищати незалежність України від загрози російського імперіалізму.

## Національні секретарі СРП
- 1938–1953 Джеймс Кеннон (James P. Cannon)
- 1953–1972 Фаррел Доббс (Farrell Dobbs)
- з 1972 Джек Барнс (Jack Barnes)

## Участь у президентських виборах
- 1948 Фаррел Доббс — 13 614 голосів
- 1952 Фаррел Доббс — 10 312 голосів
- 1956 Фаррел Доббс — 7 797 голосів
- 1960 Фаррел Доббс — 40 175 голосів
- 1964 Кліфтон Деберрі (Clifton DeBerry) — 32 327 голосів
- 1968 Фред Гостед (Fred Halstead) — 41 390 голосів
- 1972 два кандидати:

Лінда Дженнес (Linda Jenness) — 83 380 голосів
Евелін Рід (Evelyn Reed) — 13 878 голосів
- 1976 Петер Камейо (Peter Camejo) — 90 986 голосів
- 1980 три кандидати:

Кліфтон Деберрі — 38 738 голосів
Ендрю Паллі (Andrew Pulley) — 6 264 голоси
Річард Конгресс (Richard Congress) — 4 029 голосів
- 1984 Мелвіл Мейсон (Melvin T. Mason) — 24 672 голосів
- 1988 Джеймс «Мак» Воррен (James «Mac» Warren) — 15 604 голосів
- 1992 Джеймс «Мак» Воррен — 23 096 голосів
- 1996 Джеймс Гарріс (James Harris) — 8 463 голосів
- 2000 Джеймс Гарріс — 7 378 голосів
- 2004 Роджер Кальєро (Róger Calero) — 10 795 голосів